# أهل السنة والجماعة في لبنان
السُنة هم المواطنين اللبنانيين الذي يتبعون منهج أهل السنة والجماعة يقدر عددهم حسب بعض الإحصائيات 27% إلى 30% من مجموع سكان لبنان المنقسمون إلى طوائف عديدة. السنة يسيطرون على مناصب مهمة في الدولة اللبنانية، وأهم المناصب هي منصب رئيس الوزراء. يتركز السُنّة في غرب بيروت وعكار وطرابلس وصيدا وشمال لبنان وإقليم الخروب والبقاع الاوسط والبقاع الغربي.

## أعلام أهل السنة والجماعة في الجمهورية اللبنانية

### علماء
- العلّامة محمد رشيد رضا
- حسن خالد مفتي الجمهورية الأسبق
- محمد رشيد قباني مفتي الجمهورية السابق
- عبد اللطيف دريان (مفتي الجمهورية الحالي، منذ أغسطس 2014 - )

### سياسيون
| - رياض الصلح (ترأس مجلس الوزراء اللبناني مرتين) - عبد الحميد كرامي (ترأس مجلس الوزراء اللبناني مرة واحدة) - سامي الصلح (ترأس مجلس الوزراء البناني خمس مرات) - سعدي المنلا (ترأس مجلس الوزراء اللبناني مرة واحدة) - حسين العويني (ترأس مجلس الوزراء اللبناني مرتين) - عبد الله اليافي (ترأس مجلس الوزراء اللبناني سبع مرات) - ناظم عكاري (ترأس مجلس الوزراء البناني مرة واحدة) - صائب سلام (ترأس مجلس الوزراء اللبناني أربع مرات) | - خالد شهاب (ترأس مجلس الوزراء اللبناني مرتين) - رشيد كرامي (ترأس مجلس الوزراء اللبناني ثماني مرات) - خليل الهبري (ترأس مجلس الوزراء اللبناني مرة واحدة) - أحمد الداعوق (ترأس مجلس الوزراء اللبناني مرتين) - أمين الحافظ (ترأس مجلس الوزراء اللبناني مرة واحدة) - تقي الدين الصلح (ترأس مجلس الوزراء اللبناني مرتين) - رشيد الصلح (ترأس مجلس الوزراء اللبناني مرتين) - نور الدين الرفاعي (ترأس مجلس الوزراء اللبناني مرة واحدة) | - سليم الحص (ترأس مجلس الوزراء اللبناني أربع مرات) - شفيق الوزان (ترأس مجلس الوزراء اللبناني مرة واحدة) - عمر كرامي (ترأس مجلس الوزراء اللبناني مرتين) - رفيق الحريري (ترأس مجلس الوزراء اللبناني مرتين) - نجيب ميقاتي (ترأس مجلس الوزراء اللبناني مرتين) - فؤاد السنيورة (ترأس مجلس الوزراء اللبناني مرة واحدة) - تمام سلام (ترأس مجلس الوزراء اللبناني مرة واحدة) - سعد الدين الحريري (ترأس مجلس الوزراء اللبناني ثلاث مرات) |

### فنانون
بالرغم من الفن والغناء محرم بالشريعة الإسلامية التي يتبعها أهل السنة والجماعة. إلا أن بعض من الأشخاص الذين يرجعون إلى أصول مسلمة سنية قد يمتهنون الغناء والفن. الأمر الذي لا يجعلهم سفراء لأهل السنة والجماعة بل مغنيين بطابع مدني أو حتى لا ديني.
- وليد توفيق مطرب
- مروة مغنية
- سوزان تميم مطربة
- وائل جسار مطرب
- فضل شاكر مطرب
- دانا حلبي مغنية

## معرض صور

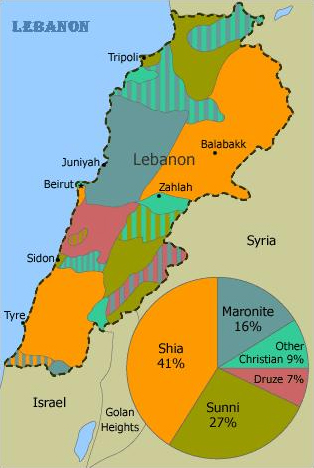
تقرير عن التوزيع الديني في لبنان عام 1991
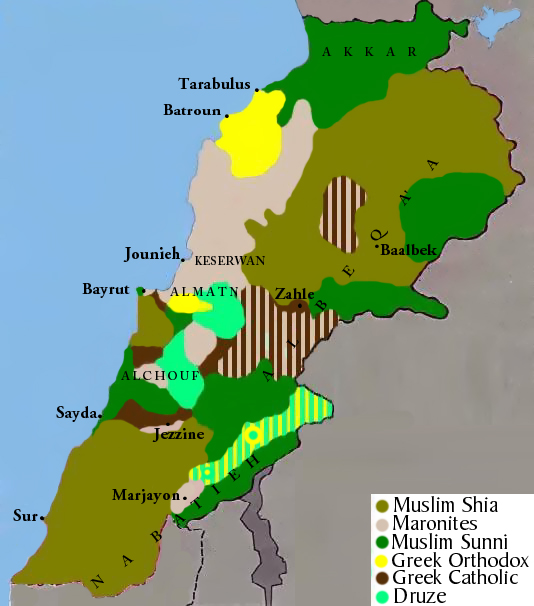
تقديرا آخر عن التوزيع الديني في لبنان